# Shingi Ono
Shingi Ono (小野 信義 Ono Shingi?), född 9 april 1974 i Tokyo prefektur, är en japansk före detta fotbollsspelare.
Ono började sin karriär 1993 i Verdy Kawasaki. 1996 blev han utlånad till Denso. 1998 flyttade han till Gamba Osaka. Efter Gamba Osaka spelade han för Yokohama FC och New Wave Kitakyushu. Han avslutade karriären 2009.